# Râul Wisconsin

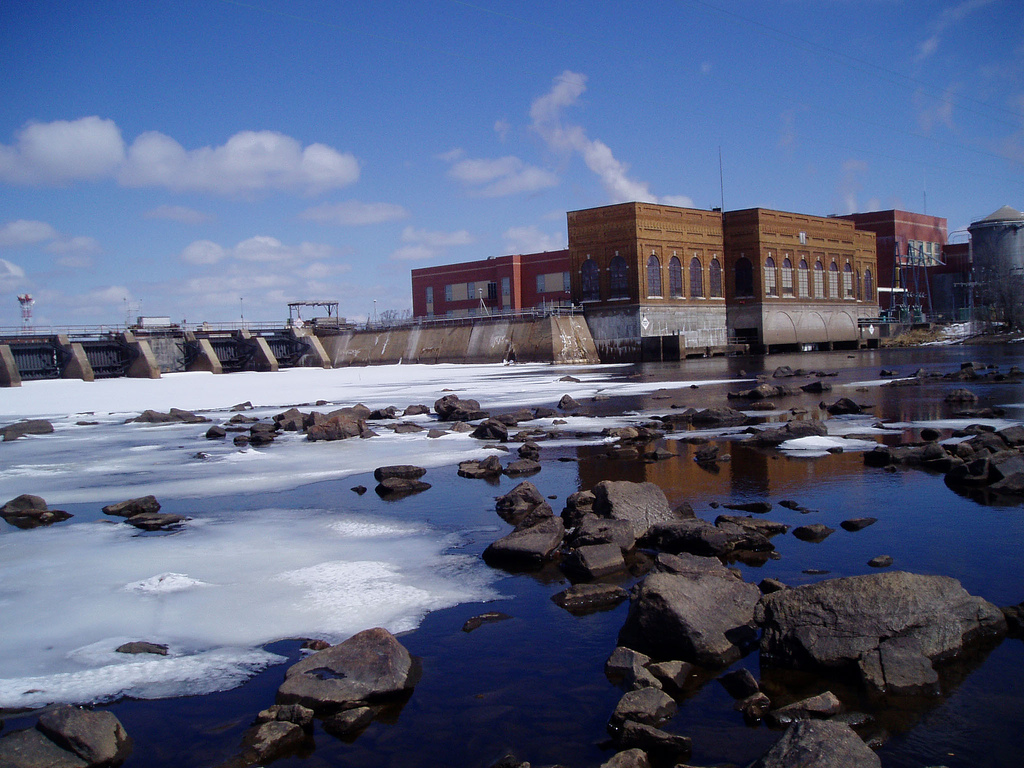
Barajul de la Stevens Point

Râul Wisconsin este un afluent al fluviului Mississippi în statul Wisconsin din SUA. Prin lungimea sa de 692 km este cel mai lung râu din acest stat.

## Denumire
Numele râului, notat în 1673 de Jacques Marquette ca "Meskousing," pare a proveni din limbile algonkine folosite de indienii nord-americani din zonă, dar semnificația acestui nume este neclară. Ulterior, exploratorii francezi au modificat numele în "Ouisconsin", care a fost apoi anglicizat în "Wisconsin" la începutul secolului al XIX-lea, fiind apoi extins la teritoriul Wisonsin și apoi la statul Wisconsin.

## Descriere

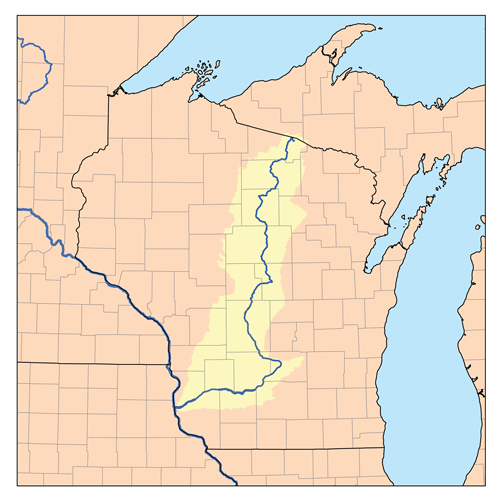
Bazinul râului Wisconsin

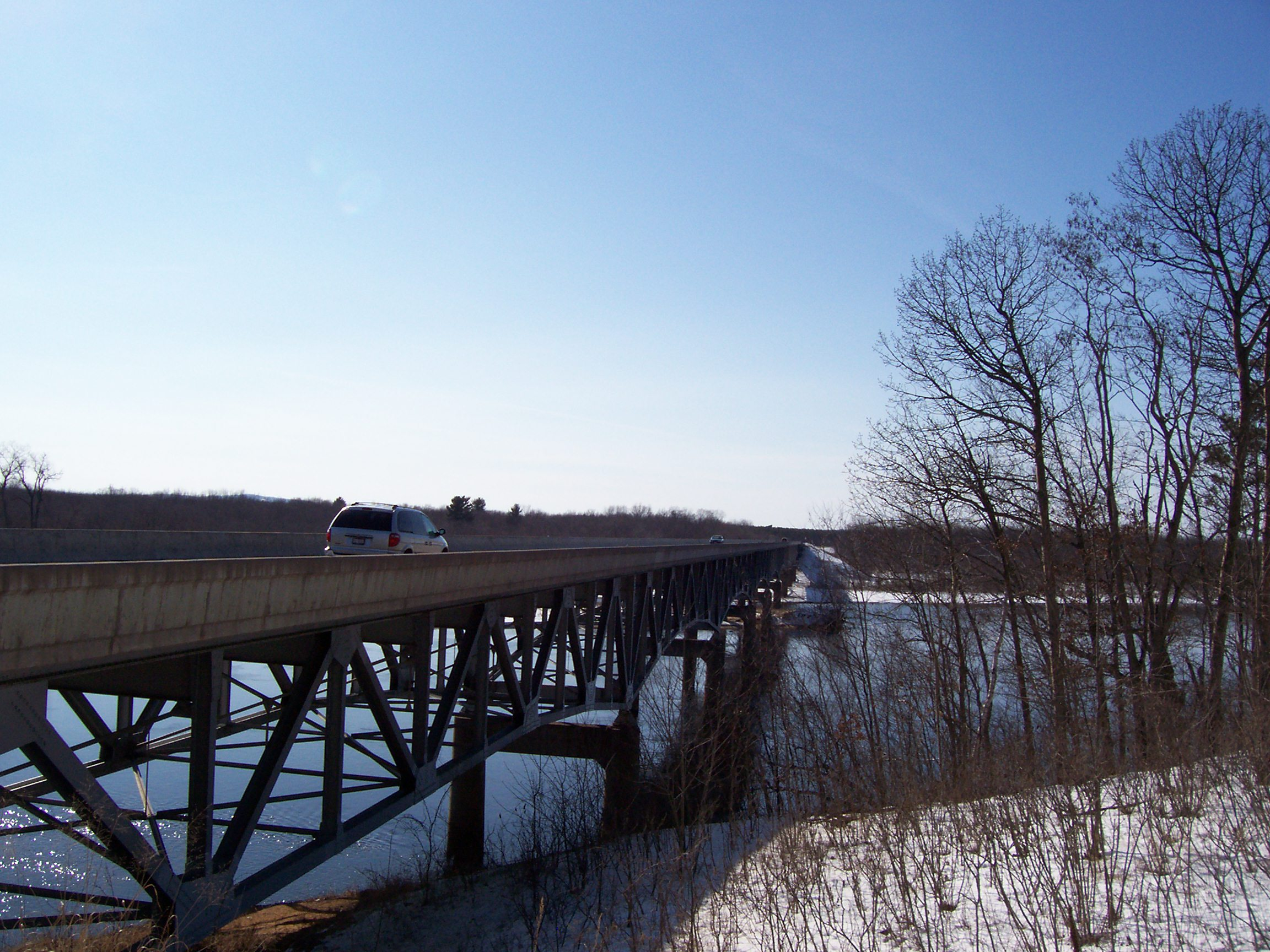
Pod rutier peste râul Wisconsin

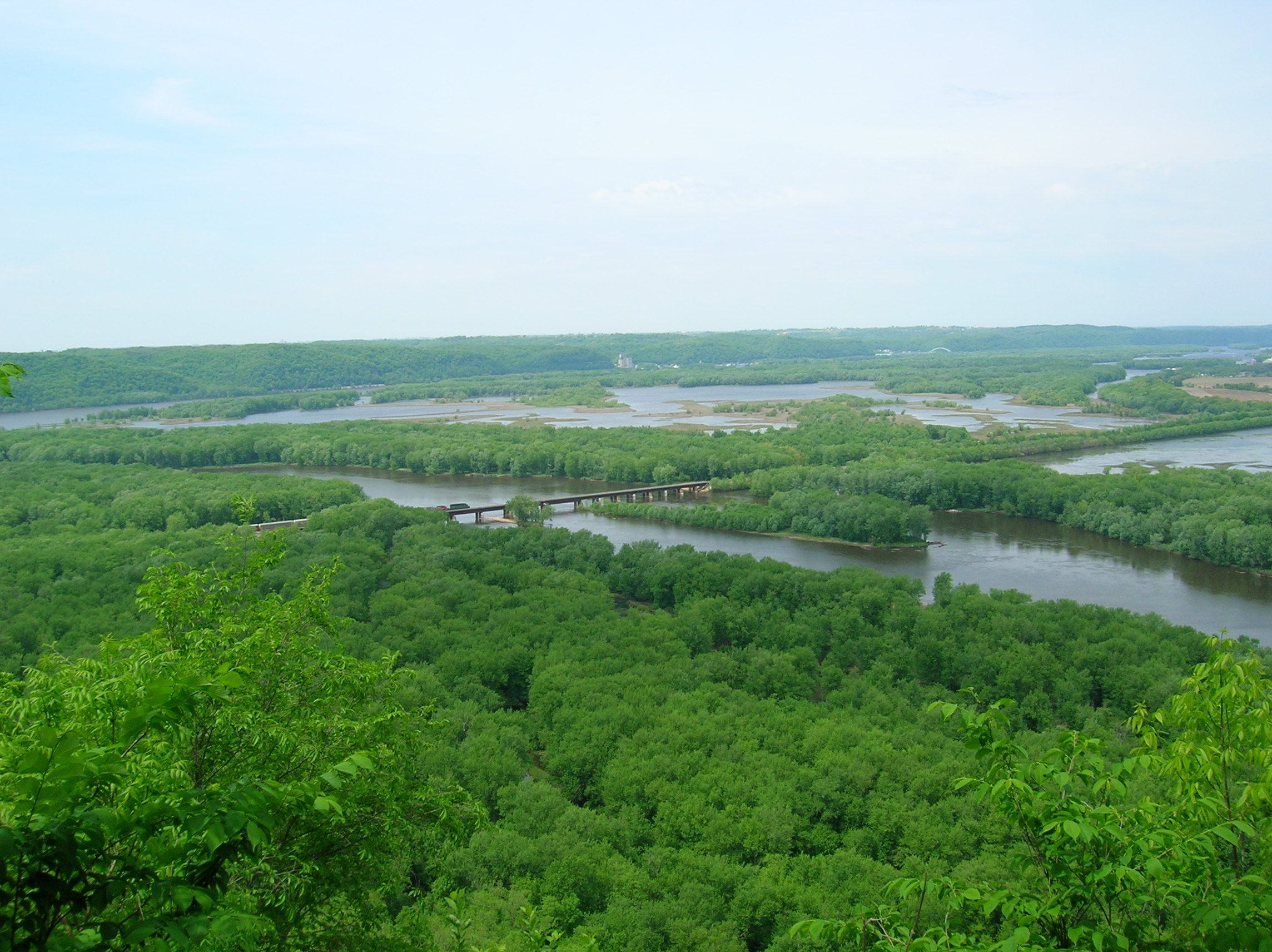
Delta de la vărsarea în fluviul Mississippi

Râul Wisconsin își are originea în Lacul Vieux Desert, lângă granița cu statul Michigan. El curge spre sud, prin câmpia glaciară din centrul Wisconsinului. La Portage, râul își schimbă direcția, curgând spre vest și se varsă în Mississippi la cca. 5 km sud de Prairie du Chien. Inițial, râul era navigabil pe o porțiune 320 km de la vărsare, până la Portage, dar în prezent este navigabil doar până la barajul și ecluza de la Prairie du Sac.
Râul Wisconsin s-a format în mai multe etape. Porțiunea inferioară, care curge spre vest este probabil mai veche decât restul cursului râului cu câteva milioane de ani. În plus, valea râului fiind mai îngustă în partea de la vărsare, s-a sugerat faptul că până în Pleistocen râul curgea spre est. Restul râului s-a format treptat, pe măsură ce ghețarii apăruți în timpul Glaciațiunii Wisconsin au început să se retragă spre nord. La sud de Stevens Point, apele rezultate din topirea gheții se vărsau inițial în lacul glaciar Wisconsin care exista în partea centrală a actualului stat Wisconsin. În urmă cu 15000 de ani, datorită încălzirii climei, barajul de gheață care mărginea lacul s-a rupt, ducând la inundații masive, la crearea Defileului Wisconsinului (Wisconsin Dells) și la unirea cursului superior cu cel inferior al râului.

## Istoric
Prima explorare documentată a râului Wisconsin de către europeni a avut loc în 1673, când francezii Jacques Marquette și Louis Jolliet au navigat în canoe de la Lacul Michigan pe râul Fox până în zona actualului oraș Portage. Aici râurile Fox și Wisconsin sunt foarte apropiate, așa că exploratorii au trecut canoele de pe un râu pe celălalt, continuând apoi cca. 320 km în aval pe Wisconsin, până la vărsarea sa în Mississippi. În următorii 150 de ani, râurile Wisconsin și Fox au constituit principala rută de transport între Marile Lacuri și fluviul Mississippi. 
Din anii 1880, companiile producătoare de lemn au început îndiguirea râului pentru a asigura transportul sigur al buștenilor spre aval. Ulterior au fost construite alte baraje pentru a controla inundațiile și pentru a produce energie electrică. S-a creat astfel de exemplu și lacul Wisconsin care a devenit o atracție turistică. Astăzi există 26 de baraje pe râu. Totuși, pe o porțiune de 150 km de la Prairie du Sac până la vărsare, râul are curgere liberă, iar dezvoltarea industrială de pe malurile acestei porțiuni a fost limitată.

## Afluenți
- Kickapoo River
- Big Green River
- Blue River
- Pine River
- Baraboo River
- Lemonweir River
- Yellow River
- Plover River
- Little Eau Claire River
- Little Eau Pleine River
- Big Eau Pleine River
- Eau Claire River
- Big Rib River
- Trappe River
- Pine River
- Prairie River
- Copper River
- New Wood River
- Spirit River
- Somo River
- Little Rice River
- Tomahawk River
- Pelican River
- Eagle River

## Orașe de-a lungul râului
- Merrill
- Mosinee
- Plover
- Portage
- Rhinelander
- Stevens Point
- Wausau
- Wisconsin Rapids